# Alcublas (kommunhuvudort)
Alcublas är en kommunhuvudort i Spanien.   Den ligger i provinsen Província de València och regionen Valencia, i den östra delen av landet, 270 km öster om huvudstaden Madrid. Alcublas ligger 780 meter över havet och antalet invånare är 794.
Terrängen runt Alcublas är kuperad. Runt Alcublas är det ganska tätbefolkat, med 72 invånare per kvadratkilometer. Närmaste större samhälle är Villar del Arzobispo, 12,4 km sydväst om Alcublas. 